# Chaos & Structure
|  | Denne artikel er oprettet af botten Steenthbot ud fra en ekstern database. Den kan derfor have sproglige fejl eller mangler. Denne skabelon kan fjernes efter kontrol af indholdet. |

Chaos & Structure er en dansk eksperimentalfilm fra 1987 instrueret af Kristen Bruun Petersen.

## Handling
Videogrammets tematik skal forstås i lyset af kaos og struktur som dimensioner af livet, mennesket og den kunstneriske skabelsesproces, hvor forholdet dem imellem er dialektisk. Dimensionerne eksisterer, indvirker på og kan ikke begribes uafhængig af hi..